# Lichtgrafik
Eine Lichtgrafik ist das Ergebnis eines mehrstufigen, künstlerischen Prozesses, dessen erster Schritt zumeist aus der Erstellung eines Fotogramms besteht.
Der Begriff Lichtgrafik geht auf den deutschen Kunstkritiker Franz Roh zurück. Im Vorwort des Bildbandes Lichtgrafik von Heinz Hajek-Halke schreibt Roh: „Weil die Praktiken oft über das Fotografische hinausgehen, spricht man hier eben am besten von Lichtgrafiken.“
Wie schon bei der Herstellung eines Fotogramms, kommt bei dieser Arbeit in der Dunkelkammer keine Fotokamera zum Einsatz. Die Lichtgrafik gehört somit zur Kategorie der Dunkelkammerfotografie oder kameralosen Fotografie. Da der Prozess mehrstufig ist und das Ergebnis erst nach der Entwicklung des fotosensitiven Materials sichtbar wird, spielt bei der Entstehung einer Lichtgrafik der Zufall eine wichtige Rolle.
Für den Fototheoretiker Gottfried Jäger ist das (foto-)technische Moment sowohl „Motiv, Bestandteil und Ausdruck von Lichtgrafik“.

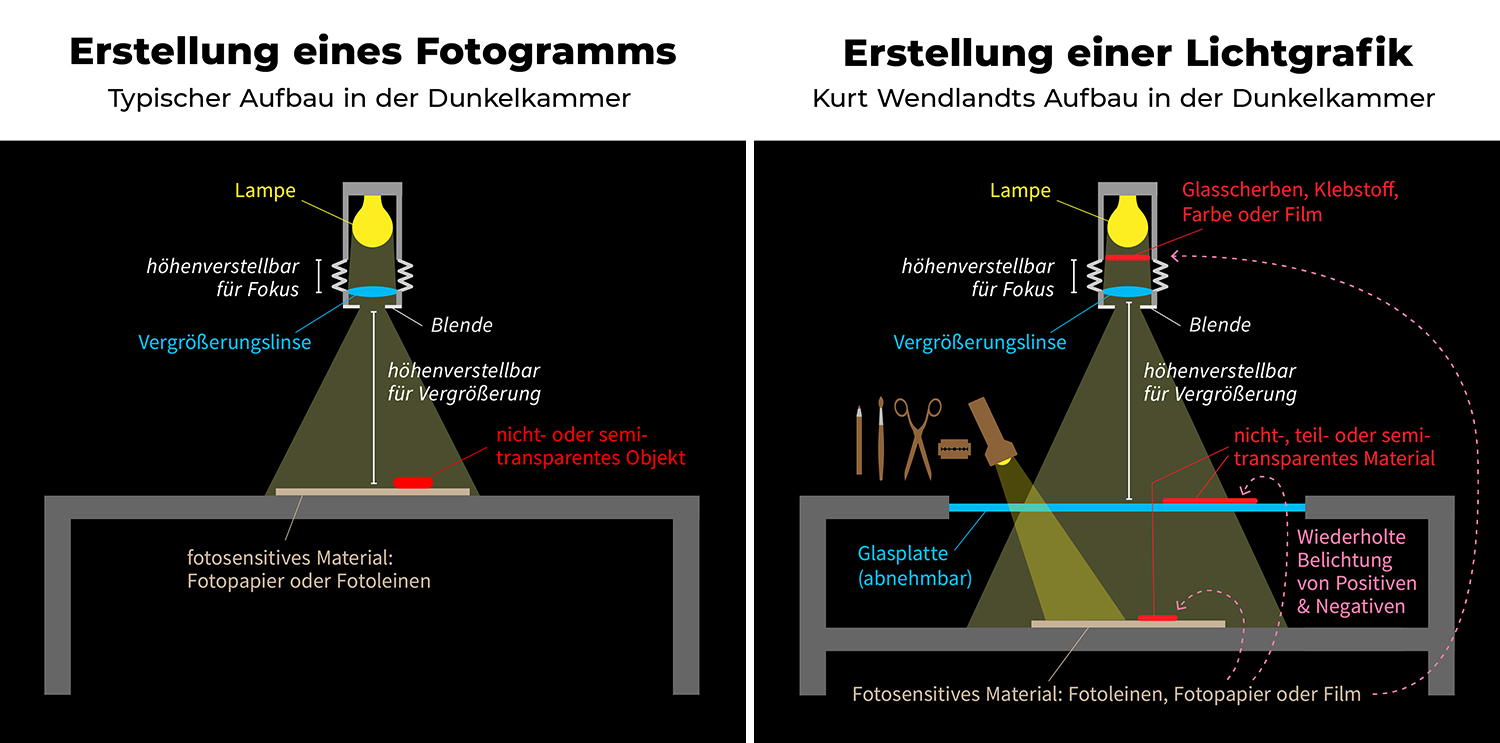
Aufbau für die Erstellung von Fotogramm und Lichtgrafik in der Dunkelkammer

Der Berliner Lichtgrafiker Kurt Wendlandt bearbeitete das ursprüngliche Fotogramm unter anderem mit folgenden Techniken:
- Herauskratzen von Linien, Flächen oder Strukturen mittels einer Rasierklinge
- Bemalung mit Pinsel oder Fettstift
- Kopie des bearbeiteten Fotogramm von Film auf einen neuen Film oder ein Fotopapier und erneute Bearbeitung
- Zerschneiden des Filmmaterials
- Vereinigung von Positiv und Negativ in einer Collage
- Zusammenkopie mit verschiedener Größe, Schärfe und Gradation
- Doppelbelichtung
- Abdeckung bestimmter Bereiche durch Schablonen
- Örtliche Nachbelichtung des Foto-Materials mit einer Taschenlampe (Solarisationseffekt)

Für das Abdecken bestimmter Bereiche oder das Zusammenkopieren verschiedener Fotogramme oder Filme verfügte Kurt Wendlandts Lichtgrafik-Tisch über eine zweite Ebene und er verwendete einen Halter für Filmmaterial im Vergrößerungsapparat.

## Lichtgrafiker
Die bekanntesten Lichtgrafiker sind der Fotograf Heinz Hajek-Halke und der Kunstmaler und Grafiker Kurt Wendlandt. Ihre Lichtgrafiken wurden in bedeutenden Museen ausgestellt (z. B. Hajek-Halke im Centre Pompidou, Paris, 2002 oder Wendlandt in der Neuen Nationalgalerie, Berlin, 1977) und befinden sich heute in Sammlungen von berühmten Museen für Moderne Kunst (z. B. Wendlandt in der Berlinischen Galerie, Berlin). Zahlreiche experimentelle Werke von Wolfgang Kermer der Jahre 1957 und 1958, von ihm so genannte Fotografiken (darunter Fotogramme mit Entwicklermalerei), befinden sich in der Städtischen Galerie Neunkirchen.

## Größere Ausstellungen mit Lichtgrafiken (Auswahl)
- 1965 A 65 Amsterdam-Berlin-Frankfurt Haus des Deutschen Kunsthandwerks, Frankfurt am Main (u. a. Heinz Hajek-Halke, Kurt Wendlandt, Marta Hoepffner)
- 1969: Lichtgrafik Haus am Lützowplatz, Berlin (u. a. Kurt Wendlandt, Heinz Hajek-Halke, Marta Hoepffner)
- 1980: Kunst in Berlin 1930–1960, Berlinische Galerie, Berlin (u. a. Kurt Wendlandt)
- 1990: Abwesenheit. Fotogramme und die Kunst des 20. Jahrhunderts, Kunsthaus Zürich, Zürich (u. a. Kurt Wendlandt, Heinz Hajek-Halke, Man Ray, László Moholy-Nagy, Christian Schad, Raoul Ubac, Gyorgy Kepes, Raoul Hausmann)[8]
- 2002: Heinz Hajek-Halke, Centre Pompidou, Paris (Heinz Hajek-Halke)
- 2010: Fotografische Verfahren, Kunstmuseum Moritzburg, Halle (u. a. Kurt Wendlandt)
- 2012: Der Alchimist Heinz Hajek-Halke, Lichtgrafisches Spätwerk, Akademie der Künste, Berlin (Heinz Hajek-Halke)